# Sito di Piazza Statuto
In Piazza Statuto a Malcesine (provincia di Verona) è presente un sito archeologico in cui è stata posta in luce una tomba di epoca romana.

## Storia
Il sito, risalente all'età romana medio imperiale, venne scoperto nel 1909 durante lo scavo per le fondamenta del vecchio edificio scolastico, appena sopra la piazza, in cui venne in luce una piccola tomba coperta da laterizio o tegola romana. 
Si ha inoltre notizia che nella piazza stessa, un tempo chiamata Campo dell'Ora, nel costruire il monumento ai Caduti inaugurato nel 1926, fu trovata una moneta in rame, probabilmente dell'imperatore Massenzio (306-312 d.C.).
Questi due ritrovamenti sono due testimonianze della frequentazione romana a Malcesine, ma non è rimasto nulla di visibile, le diverse incursioni e gli attacchi da parte dei Barbari (Franchi soprattutto) non hanno lasciato nessuna traccia di questo antico passato.  
La Malcesine di oggi risale all'Epoca medievale.